# Ablavi Murena
Ablavi Murena (llatí: Ablavius Murena) és un personatge que apareix com a prefecte del pretori durant el regnat de l'emperador Valerià I, entre el 253 i el 269, en una carta de la Història Augusta. En realitat, aquesta carta sembla una falsificació, de manera que segurament el personatge no va existir mai.